# روسیان-نیدا
روسیان-نیدا (به لاتین: Ruciane-Nida) یک شهر و گمینا در لهستان است که در گمینا روچیان-نگدا واقع شده‌است. روسیان-نیدا ۱۷٫۰۷ کیلومتر مربع مساحت و ۴٬۸۹۴ نفر جمعیت دارد.